# 锈丝单囊壳
锈丝单囊壳（学名：Sphaerotheca ferruginea）是属于白粉菌目白粉菌科单囊壳属的一种真菌，寄生在蔷薇科植物上。该种分布于中国、日本、俄罗斯、芬兰、法国、波兰、罗马尼亚、挪威、奥地利、瑞典等地。